# غير المرئي (فلم)
غير المرئي  (بالإنجليزية: The Invisible) هو فيلم إثارة تم إنتاجه في الولايات المتحدة وصدر في سنة 2007. الفيلم من إخراج ديفيد إس. غويور.

## بطولة
- مارسيا غاي هاردن

## القصة
طالب مجتهد تشرف والدته على تربيته وتتحكم بحياته بطريقة تراها مناسبة يمل من رتابة حياته ويقرر الهرب إلى لندن قبيل مغادرته تعتدي عليه مجموعة من المراهقين بقيادة آني نيوتن ويقومون بضربه حتى يظنون أنه مات ويقومون باخفاء جثته يعود إلى الحياة مرة أخرى ولكنه يجد نفسه معلقاً بين الحياة والموت ويكتشف أنه يصبح مخفياً للأحياء ولكن قريباُ من الموت في نفس الوقت فيحاول ابلاغ امه والشرطة بمكانه لكنه لا يستطيع لأنهم غير قادرين على رؤيته أو سماعه وتشاء الأقدار أن الشخص الوحيد الذي يستطيع مساعدته هو ما قام بالهجوم عليه

## الميزانية والإيرادات
حقق أرباحا تقدر بـ 26,810,113 دولار.

## وصلات خارجية
- مقالات تستعمل روابط فنية بلا صلة مع ويكي بيانات

1. ↑  "معلومات عن غير المرئي (فيلم) على موقع imdb.com". imdb.com. مؤرشف من الأصل في 2019-07-14.
2. ↑  "معلومات عن غير المرئي (فيلم) على موقع rottentomatoes.com". rottentomatoes.com. مؤرشف من الأصل في 2016-10-11.
3. ↑  "معلومات عن غير المرئي (فيلم) على موقع scope.dk". scope.dk. مؤرشف من الأصل في 2008-03-21.

لا توجد روابط لمواقع التواصل الاجتماعي.